# Christian de la Campa
Christian de la Campa (ur. 15 listopada 1981 w Guadalajarze) – meksykański aktor i model, znany w Polsce z roli Joaquina „Joaco” Rivery w telenoweli Relaciones Peligrosas (2012).

## Życiorys
Urodził się w Guadalajarze w Jalisco jako syn Kim Kindall Sigler. Wychowywał się z siostrą Kimberly. W 2010 ukończył kurs aktorski w Centrum Edukacji Artystycznej CEA. 
W 2010 rozpoczął karierę jako model dla Victoria’s Secret i udziału w kilku konkursach dla modeli. Debiutował na scenie w roli Pierre’a w spektaklu Życie nic nie jest warte (La vida no vale nada). W tym samym roku brał udział w Reality Show, w którym szukano dublera Williama Levy’ego. W 2011 roku uczestniczył w Mr. Mexico 2011. Grał w wielu produkcjach meksykańskiej sieci telewizyjnej Televisa. W 2012 roku dołączył do obsady telenoweli Telemundo Relaciones Peligrosas w roli Joaquina „Joaco” Rivery. Później grał ambitnego Alberto Espino w La Patrona (2013) oraz pozbawionego skrupułów i mściwego Franco w Santa Diabla (2013-2014).
W 2014 wziął udział w programie Telemundo Top Chefs Estrellas.
W latach 2014–2015 był w związku ze Scarlett Gruber. W listopadzie 2021 związał się z Cristina Eustace.

## Wybrana filmografia
- 2011: Amorcito corazón jako Martin Corona
- 2011: Rodzinka z fuksem (Una familia con suerte)
- 2012: Relaciones Peligrosas jako Joaquin "Joaco" Rivera
- 2013: La Patrona jako Alberto Espino
- 2013-2014: Santa Diabla jako Franco García Herrera / Sebastián Blanco / René Alonso
- 2014: Top Chefs Estrellas
- 2014: W obronie honoru (Tierra de reyes) jako Samuel Gallardo